# كاسينا دي بيكي
كاسينا دي بيكي؛ هي بلدة ومدينة في مدينة ميلانو الحضاريه، تقع في لومباردي شمال إيطاليا. يحد الكومونة مجتمعات أخرى مثل بيسيرو وجورجينزيلا وبيسرو وميلزا وفيجنتا. حصلت كاسينا دي بيكيعلى اعتراف "بالمدينة المستدامة للفتيات والفتيان" في  1999 ، فيما يتعلق بالمجتمع الذي يقل عدد سكانه عن 50000 نسمة
كاسينا دي بيكي توأمت مع مدينة ايلانكور في فرنسا
- ايلانكور. فرنسا عام ١٩٩٧